# Chang Song-taek
Chang Sŏng-t'aek (também grafado Jang Sung-taek, Jang Song-thaek, ou Chang Sung-taek; 22 de janeiro de 1946 - 12 de dezembro de 2013) foi uma das principais figuras no governo da Coreia do Norte. Foi casado com Kim Kyong-hui, tia de Kim Jong-un, o líder supremo da Coreia do Norte. 
Embora a extensão precisa do poder e posição de Jang Sung-taek não possa ser confirmada; em 2008, oficiais do governo sul-coreano e acadêmicos especialistas em Coreia do Norte sugeriram que ele pode ter tomado a liderança de facto sobre a Coreia do Norte devido à saúde frágil e posterior morte de Kim Jong-il.  Jang foi vice-presidente da Comissão Nacional de Defesa, um cargo considerado como o segundo após o Líder Supremo. Acredita-se que ele foi promovido a general de quatro estrelas na época da morte de Kim Jong-il visto que sua primeira aparição em uniforme foi enquanto visitava Kim durante o funeral.  Jang foi denominado como "conselheiro político fundamental" de Kim Jong-un.
No início de dezembro de 2013, foi acusado de traição, despojado de todos os seus cargos e expulso do Partido dos Trabalhadores da Coreia. Um damnatio memoriae foi aplicado, com suas fotos retroativamente removidas da imprensa oficial e sua imagem digitalmente removida de fotografias com outros dirigentes coreanos. Em 13 de dezembro, a imprensa estatal da Coreia do Norte anunciou que ele foi executado.